# Banda Ka
La Banda Ka es una porción del espectro electromagnético, en concreto de la zona denominada microondas. Su rango de frecuencias está comprendido entre los 26,5 GHz y 40 GHz. Es decir, longitudes de onda desde un poco más de un centímetro hasta 7,5 milímetros. Esto implica un amplio espectro que permite la transmisión de grandes cantidades de datos, pero es más susceptible a la atenuación de la lluvia que la banda Ku, que a su vez es más susceptible que la banda C. En la banda Ka, se utiliza polarización circular, por lo que no se necesita ajuste rotacional del sistema de antenas. Esto representa una simplificación en el equipamiento, en comparación con la banda Ku, que utiliza polarización lineal.
Su nombre se deriva de "K-above" por ubicarse en la parte superior de la banda K (de la palabra alemana kurz, que significa corto). 
Se utiliza ampliamente en comunicaciones satelitales / espaciales. En órbita geoestacionaria (GEO) por el sistema Inmarsat I-5 y el satélite Kacific K-1 para el acceso a Internet. En órbita terrestre media (MEO) por el sistema SES O3b y el telescopio espacial James Webb. Finalmente, en órbita terrestre baja (LEO) se utiliza por el sistema Starlink de SpaceX y el sistema de satélites Iridium Next. La Misión Kepler utilizó este rango de frecuencias para uno de sus enlaces de comunicación descendentes, para descargar a la Tierra los datos científicos recopilados por el telescopio espacial.
También se utiliza en radar, por ejemplo radares de alta resolución y de alcance cercano a bordo de aviones militares. En España se usa tanto para radares fijos como móviles por los servicios de control de tráfico.